# Янчукан (городское поселение)
Городско́е поселе́ние «Посёлок Янчукан» (бур. Янчуканын hомон) — муниципальное образование в Северо-Байкальском районе Бурятии Российской Федерации.
Административный центр — пгт Янчукан.

## История
Статус и границы городского поселения установлены Законом Республики Бурятия от 31 декабря 2004 года № 985-III «Об установлении границ, образовании и наделении статусом муниципальных образований в Республике Бурятия»

## Население
| 2011 | 2012 | 2013 | 2014 | 2015 | 2016 | 2017 |
| ---- | ---- | ---- | ---- | ---- | ---- | ---- |
| 393  | ↘362 | ↘354 | ↘332 | ↘308 | ↘286 | ↘279 |
| 2018 | 2019 | 2020 | 2021 | 2023 | 2024 |      |
| ↗280 | ↘273 | ↘259 | ↘252 | ↘239 | ↘230 |      |

## Состав городского поселения
| № | Населённый пункт | Тип населённого пункта      | Население |
| - | ---------------- | --------------------------- | --------- |
| 1 | Янчукан          | пгт, административный центр | ↘230      |